# Episodi di Thriller (serie televisiva 1973) (prima stagione)
La prima stagione della serie televisiva Thriller  è stata trasmessa per la prima volta nel Regno Unito dalla ITV dal 14 aprile al 16 giugno 1973. In Italia la stagione è andata in onda su Rai 2 a partire dal 6 dicembre 1979.
| nº | Titolo originale                 | Titolo italiano    | Prima TV Regno Unito | Prima TV Italia |
| -- | -------------------------------- | ------------------ | -------------------- | --------------- |
| 01 | Lady Killer                      |                    | 14 aprile 1973       |                 |
| 02 | Possession                       |                    | 21 aprile 1973       |                 |
| 03 | Someone at the Top of the Stairs |                    | 28 aprile 1973       |                 |
| 04 | An Echo of Theresa               |                    | 5 maggio 1973        |                 |
| 05 | The Colour of Blood              |                    | 12 maggio 1973       |                 |
| 06 | Murder in Mind                   |                    | 19 maggio 1973       |                 |
| 07 | A Place to Die                   |                    | 26 maggio 1973       |                 |
| 08 | File It Under Fear               |                    | 2 giugno 1973        |                 |
| 09 | The Eyes Have It                 | Delitto alla cieca | 9 giugno 1973        | 6 dicembre 1979 |
| 10 | Spell of Evil                    |                    | 16 giugno 1973       |                 |